# Selenocosmia strenua
Selenocosmia strenua là một loài nhện trong họ Theraphosidae.
Loài này thuộc chi Selenocosmia. Selenocosmia strenua được Tord Tamerlan Teodor Thorell miêu tả năm 1881.